# 92 Virginis
92 Virginis är en misstänkt variabel (VAR) i Jungfruns stjärnbild.
Stjärnan har visuell magnitud +5,90 och varierar med 0,009 magnituder med en period av 0,08392 dygn.